# Остров (град)
Вижте пояснителната страница за други значения на Остров.
Остров (на руски: Остров) е град в Русия, административен център на Островски район, Псковска област. Населението на града към 1 януари 2018 година е 20 427 души.